# Sancho Ochoa de Castro
Sancho Ochoa de Castro  (1566, Valladolid, España - ¿1608?,¿Madrid?) fue un militar español que ejerció como gobernador de Puerto Rico entre 1602 y 1608.

## Primeros años y carrera militar
Sancho Ochoa de Castro nació alrededor de 1566, probablemente en Valladolid. Fue hijo del cortesano y Contador Mayor de Castilla Hernando Ochoa, quien colaboró en los gobiernos de Felipe II y Felipe III (para quien, en el último caso, ocupó los cargos de criado y tesorero), y de la rica propietaria María López de Castro (cuyo marido anterior, el banquero de la corte Álvaro de Encinas, había muerto y había sido propietario de varias casas y mesones en Valladolid). Además, un pariente cercano suyo, don Pedro, servía al duque de Lerma en Palacio. Su familia era de origen noble y tenía parentesco con la casa de los condes de Salvatierra (en Álava). 
Ochoa de Castro inició su carrera militar en 1580, cuando solo contaba 14 años. Cuando tenía veintiún años luchó en la campaña española contra Bretaña mediante galeras de armadas y se incorporó al ejercicio de artillero, convirtiéndose en capitán de su propia compañía de artillería. Además, se encargó del castillo de Setúbal, en Portugal, durante tres meses. 
También participó en varias armadas de Indias, a la orden de los generales Bernardo de Avellaneda, Luis Fajardo y Juan Gutiérrez de Garibay. En la tercera de esas armadas, Ochoa lideró un galeón. Así, consiguió el título de teniente de artillería en estas armadas, en uno de sus viajes en Indias. Más tarde, en 1599, fue nombrado corregidor de la villa de Caña, en Perú, aunque nunca ocupó el cargo. El 15 de julio de 1601, a raíz de sus relaciones familiares con la corona española, fue nombrado Capitán general y gobernador de Puerto Rico, llegando al archipiélago para ocupar en cargo gubernativo el 7 de agosto de 1602.

## Gobernador de Puerto Rico
Tras llegar al gobierno del archipiélago, comenzó a relacionarse con varios personajes poderosos en el ámbito político y económico del Puerto Rico de estos momentos, ya que su apoyo, basado en Redes clientelares, le servía para aumentar su poder en el archipiélago. Así, estableció relaciones con el presbítero Juan Ruiz de Andrada (quien descendía de los primeros conquistadores), el portugués Manuel Cordero (quien fue cuñado de Ruiz de Andrada, dueño de un navío de comercio, extesorero de la Real Hacienda castellana, y posiblemente el mayor comerciante de Puerto Rico) y el alcalde ordinario y capitán de navío Antonio de Ayala Berganza, una red clientelar a la que se unirá posteriormente el regidor del cabildo don Juancho de Luyando (hijo de uno de los fundadores de la colonia y emparentado con los descendientes del hijo de Cristóbal Colón, Diego Colón). Así, logró obtener el apoyo de las principales figuras de la Iglesia, de la economía, del comercio y del cabildo. 
Entre el 4 y el 23 de mayo de 1608 desembarcó en puerto de San Juan el barco Nao Nuestra Señora de la Concepción y Dolores procedente de La Palma (Islas Canarias), que llevaba mercancía para La Habana y Puerto Rico. La mañana del 6 de mayo el propio Ochoa, escoltado si bien por otros militares, comenzó a inspeccionar la embarcación y decide confiscarlo en beneficio a la Real Hacienda, no permitiendo al maestre apelar a la Audiencia de Santo Domingo. Tras esto, ordenó que la nao fuera llevada al puerto del Tejar, donde descargarían la mercancía a la fragata Santa Elena, de Hernando Riberos, llevando los vinos a una bodega del capitán de infantería, Diego López de Rivera. Ochoa y sus oficiales toman testimonios al maestre, piloto y escribano de la nao, al agente comercial del propietario y a algunos testigos más. Al no poder identificar el propietario de los fardos de contrabando o el culpable de meterlos a bordo, Ochoa ordena devolver las mercancías legítimas y permite al barco continuar su viaje, dirigiéndose este a La Habana, mientras permanecían en Puerto rico diez fardos de telas y ropajes de contrabando (que luego fueron vendidos en pública almoneda) que habían sido confiscados, y veinticuatro pipas de vino descargadas cuando se fondeaban las bodegas del navío.
Pocas semanas después, llega a San Juan, el recién nombrado gobernador Gabriel de Rojas Páramo, quien en la Fortaleza de Santa Catalina, acusa a Ochoa de Castro de haber permitido que el nao de fuera de San Juan, cuando, debido a que llevaba contrabando, era propiedad de la Hacienda Real, junto a todo lo que llevaba. También el Sargento Mayor Jerónimo de Mieses lo acusó de haber ejercido el contrabando y la corrupción. Así, Ochoa fue condenado a un juicio, que fue dividido en tres bloques de interrogación.
Sin embargo, el juicio fue favorecedor a Ochoa. Tras esto, Rojas Páramo ocupa su cargo de gobernador y Ochoa vuelve a España.

## Últimos años
Según fuentes secundarias, Ochoa llegó a Madrid con criados y esclavos negros y vistiendo vistosos trajes. Allí, recibió un hábito y fue nombrado general de la flota de Nueva España. Sin embargo, falleció poco después de estos aconcecimientos. Aun así, el Consejo de Indias solo revisó y resolvió su lugar de residencia en 1618. Fue entonces cuando el Consejo liberó a Ochoa de muchos de los cargos que le imputaron Rojas Páramo y Fernández de Salazar.